# Mistrzostwa arabskie w zapasach
Mistrzostwa arabskie w zapasach seniorów były rozgrywane nieregularnie. Zawody organizuje FILA. Turniej ten, w wielu publikacjach, jest często utoższamiany i mylony z igrzyskami panarabskimi lub innymi imprezami lokalnymi, mającymi w nazwie słowa: "arabskie" lub "panarabskie". Podobna sytuacja ma miejsce w innych dyscyplinach sportowych.

## Edycje zawodów
| - 1979 – Bizerta - 1983 – Casablanca - 1987 – Bagdad - 1995 – Egipt - 2001 – Syria - 2002 – Katar - 2007 – Egipt - 2010 – Doha - 2012 – Kair - 2013 – Doha - 2014 – Szarm el-Szejk - 2015 – Al-Dżadida - 2018 – Szarm el-Szejk - 2019 – Doha - 2021 – Szarm el-Szejk - 2022 – Szarm el-Szejk - 2023 – Bagdad - 2024 – Tunis |